# LIFE Fonden
LIFE Fonden er en erhvervsdrivende fond med almennyttigt sigte, der har til formål at højne den naturvidenskabelige dannelse, uddannelse og forskning samt styrke danske børn og unges motivation og interesse for naturvidenskab. LIFE Fonden driver det naturvidenskabelige undervisningsinitiativ LIFE.
LIFE er et landsdækkende og almennyttigt undervisningsinitiativ. LIFEs mission er, at flere børn og unge får markant styrket deres viden om og fascination af naturvidenskab gennem undersøgelsesbaseret naturfagsundervisning. LIFE tilbyder gratis naturfaglige undervisningsforløb til grundskolen og ungdomsuddannelserne, hvor elever arbejder med virkelighedsnære problemstillinger, der understøtter FN's Verdensmål. LIFE Forløb er udviklet i samspil med skoler, virksomheder og forskningsmiljøer.
Direktør i LIFE Fonden var 2020-2023 tidligere undervisningsminister Christine Antorini, som efterfulgtes af tidligere rektor Stefan Hermann.

## Navn og oprindelse
Navnet LIFE er et akronym sammensat af ordene: Læring, Idéer, Fascination og Eksperimenter.
LIFE er etableret og støttet af Novo Nordisk Fonden. Den 1. december 2020 blev LIFE etableret som en selvstændig og uafhængig fond ved navn LIFE Fonden. Det forventes, at Novo Nordisk Fonden vil give bevillinger til LIFE Fonden på op til i alt ca. 1,9 mia. kr. de første 10 år.

## Undervisningsforløb
Undervisningsforløbene kaldes LIFE Forløb og kan bestå af et eller to selvstændige forløb med egne læringsmål. Til et LIFE Forløb udgives der et kitforløb, hvor klassen arbejder med materialer fra et LIFE Kit og øvelser på den digitale platform MY:LIFE.
Som overbygning til nogle LIFE Forløb udgives der også et labforløb, hvor klassen kan arbejde i et af LIFEs laboratorier. Klassen kan enten få besøg på skolen af det mobile laboratorium, LIFE Mobil Lab, eller besøge LIFE Campus i Lyngby.
LIFE Forløb:
- Enzymjagten til 6. klasse (natur/teknologi)
- WeGrow til 8. klasse (biologi, fysik/kemi, geografi)
- Turbovækst til 9. klasse (fysik/kemi, biologi, geografi)

## Ledelse
LIFE Fondens øverste ledelse består af følgende personer:
- Stefan Hermann (administrerende direktør)
- Anne Strand Ehlers (leder for digitalisering, jura og facility)
- Karin Strandbygaard (leder for økonomi, HR og logistik)
- Jon Gade (leder for undervisning)
- Marie Danø (leder for udvikling)
- Nicoline Kieler (leder for strategi og impact)
- Anne Reinholdt (leder for kommunikation)

## Bestyrelse
LIFE Fondens bestyrelse har følgende medlemmer:
- Jesper Fisker (formand)
- Marianne Philip (næstformand)
- Per Falholt
- Jette Rygaard
- Claus Hjortdal
- Søren Nedergaard
- Emilia Winsløw Eliasson (medarbejderrepræsentant)
- Trine Hybholt (medarbejderrepræsentant)
- Christian Cherry (medarbejderrepræsentant)